# Helhest
Vous lisez un « bon article » labellisé en 2010.
Ne doit pas être confondu avec Helhesten.
Un Helhest ou Helhestr (« cheval des enfers » ou « cheval de la déesse des enfers ») est, dans le folklore du Danemark et du Schleswig, un cheval à trois jambes associé au royaume des morts, Hel, ainsi qu'à la déesse scandinave de ce royaume, qui porte également le nom de Hel.
Ce cheval, mentionné par Jacob Grimm dans son étude de la mythologie teutonne, l'est ensuite durant tout le XIXe siècle où, selon la croyance populaire, le Helhest, cheval fantôme monté par la Mort, annonçait la maladie, les accidents et surtout les décès. Il pouvait aussi s'agir du fantôme d'un cheval enterré vivant sous les cimetières suivant une ancienne tradition, afin qu'il revienne guider les morts comme psychopompe. La légende veut que toute personne qui voit le Helhest soit sur le point de « fermer les yeux et de s'en aller », c'est-à-dire de mourir. La vision du cheval ou le simple fait d'entendre ses pas s'avèrent mortels, le son des pas du Helhest sur ses trois jambes étant clairement identifiable.

## Étymologie
Le nom norrois de « Helhest » est traduit littéralement par « cheval des enfers » en français selon l'historien du cheval Marc-André Wagner. Un ouvrage ancien y voit un mot issu du vieux scandinave à l'origine de la langue danoise. Il est toutefois difficile de savoir si le « Helhest » comme « cheval des enfers » se réfère à Hel en tant que royaume des morts ou à Hel en tant que déesse du même royaume. La prononciation de « Hel » est semblable à celle de l'anglais « Hell ».

## Mentions
Le Helhest du folklore était censé apparaître la nuit dans les cimetières, et annoncer la mort de toute personne qui le voyait,. C'est une créature surnaturelle en forme de cheval à trois jambes, mais parfois aussi de cheval sans tête. Il est décrit comme allant « dans le cimetière sur ses trois jambes, où il va chercher les morts ». La Revue des traditions populaires le qualifie de « superstition danoise » et mentionne que d'après la tradition, il fallait enterrer dans chaque cimetière danois un cheval vivant avant d'y mettre des morts, afin que l'animal puisse ensuite se transformer en « cheval de la Mort » et revenir guider les personnes mortes sous la forme d'un fantôme,.

### Dans les proverbes et locutions
Jacob Grimm cite des traditions, des locutions et des proverbes danois qui étaient encore d'usage au XIXe siècle dans le Nord de l'Europe. Ainsi, si quelqu'un échappait à une grave maladie, on disait communément « Han har givet döden en Skjoeppe Havre » ou « han har afkjöbt sig med Hel », c'est-à-dire qu'« il a donné un boisseau d'avoine à la Mort » ou qu'il a apaisé la Mort en lui donnant en sacrifice de l'avoine pour son cheval, ou qu'il a lui-même acheté l'avoine à la déesse Hel,. De celui qui effectue une course lentement, il était dit « Du er god at skikke efter oe Hel », c'est-à-dire « vous êtes à envoyer après Hel ».
Au Danemark, le peuple dit en parlant d'un homme qui a peine à marcher qu'« il ira bientôt sur le Helhest ». Par « Helhest », « on entend un cheval à trois pieds qui tourne autour du cimetière en portant la Mort ». « Han traeder som en helhest » signifiait « il marche comme un cheval des enfers », et désignait un homme qui marche bruyamment,.

### Dans leDictionnaire infernal
Collin de Plancy cite le Helhest dans son Dictionnaire infernal, en 1845 :

« La mythologie scandinave donne le pouvoir de la mort à Héla, qui gouverne les neuf mondes de Niflheim. Ce nom signifie mystère, secret, abîme. Selon la croyance populaire des paysans de l'antique Cimbri, Héla répand au loin la peste et laisse tomber tous les fléaux de ses terribles mains en voyageant, la nuit, sur le cheval à trois pieds de l'enfer, Helhest. Héla et les loups de la guerre ont longtemps exercé leur empire en Normandie, cependant, lorsque les hommes du Nord, de Hastings, devinrent les Normands de Rollon, ils semblent avoir perdu le souvenir de leurs vieilles superstitions aussi rapidement que celui de leur langue maternelle. »

Jacques-Paul Migne raconte exactement la même histoire en 1846, dans son Encyclopédie théologique. La réédition du Dictionnaire infernal en 1993 mentionne sobrement le Helhest comme un « cheval à trois pieds de l'enfer ».

### Près des cathédrales d'Århus et de Roskilde

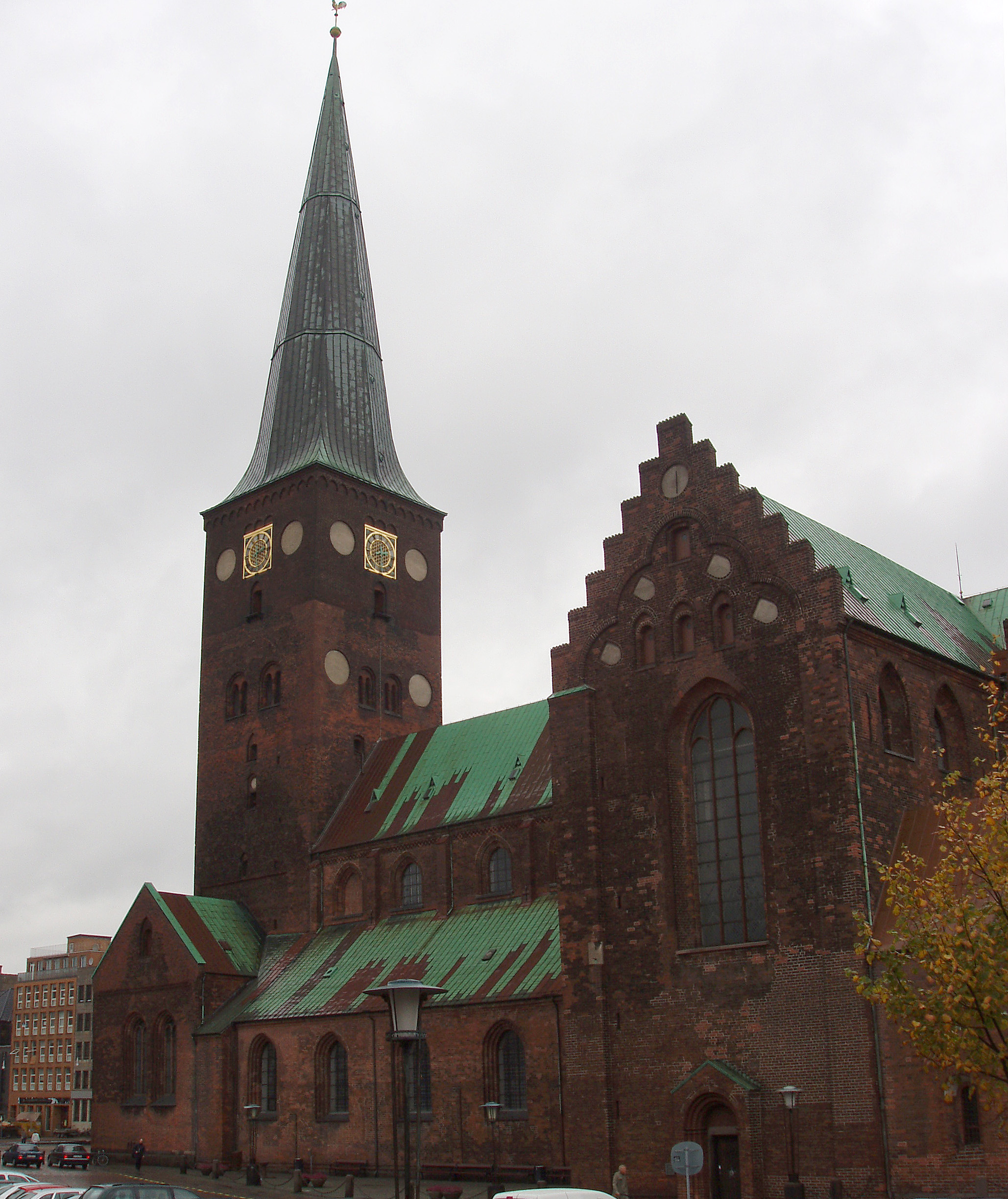
Cathédrale d'Aarhus, d'où un Helhest aurait été un jour aperçu.

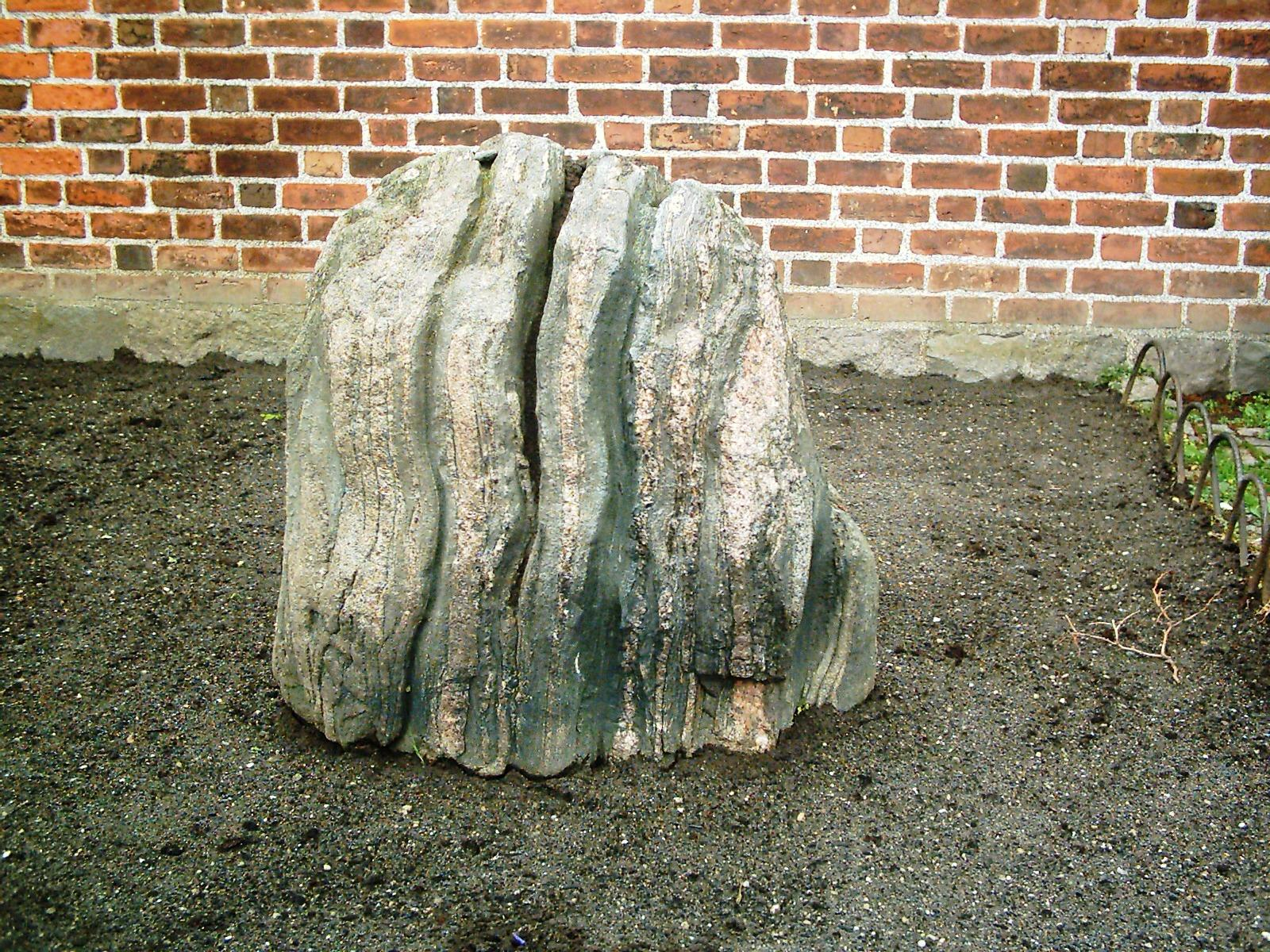
Cette petite pierre à l'extérieur de la cathédrale de Roskilde est celle sur laquelle les visiteurs venaient autrefois cracher parce qu'un Helhest est supposé être enterré en dessous.

Un Anglais se fait raconter plusieurs légendes sur le Helhest par un prêtre danois dans un roman[Lequel ?] de 1884, le Helhest est alors décrit comme un cheval fantôme à trois jambes que l'on trouve sous les cimetières, et quiconque le voit est promis à une mort prochaine. Selon la[Laquelle ?] légende, un homme vit ainsi un cheval qu'il semblait seul à percevoir près de la cathédrale d'Aarhus. Il demanda autour de lui qui savait ce que pouvait être cet animal, et celui qui répondit « le Helhest » mourut peu après. On[Qui ?] dit aussi qu'à la cathédrale de Roskilde, il y a une petite pierre sur laquelle les visiteurs venaient autrefois cracher parce qu'en dessous, un Helhest était enterré.

### Dans le Schleswig
Au duché de Schleswig, il y a « beaucoup d'histoires à propos du détestable Helhest, qui est tellement redouté par le peuple danois ». On croyait qu'en temps de peste, la déesse Hel ou la Mort rôdait durant la nuit sur un cheval à trois pieds, répandait la maladie et étranglait les hommes, cette phrase était alors inscrite : « Hel chevauche un cheval à trois pattes et détruit les hommes »[Pas dans la source] ; ou encore « Un blanc Helhest apporte la pestilence », bien que, pour la plupart des Danois, le Helhest soit décrit comme noir.

### Dans la ballade de Bedeblack
Une ballade danoise du Moyen Âge parle du destin de Bedeblack, qui était selon les versions le fils du roi transformé en cheval par sa belle-mère, un Helhest fait des ossements des morts, ou tout simplement un cheval doué de pouvoirs merveilleux. Il fut envoyé en cadeau au roi du Danemark, parmi d'autres chevaux. Il s'agissait du plus beau de tous, si bien qu'on ne le nourrissait « que du meilleur grain ». Lorsque le roi partit en guerre, il recommanda à sa femme de prendre bien soin de Bedeblack, mais la reine le priva de nourriture, l'empoisonna et tenta de le tuer. Le cheval s'enfuit, et le roi l'aperçut à son retour sur la rive. Le temps pour lui d'atteindre le rivage, Bedeblack était tombé, mort, sur le sable. Le cheval fut alors enterré avec tous les honneurs.

## Origine et symbolique

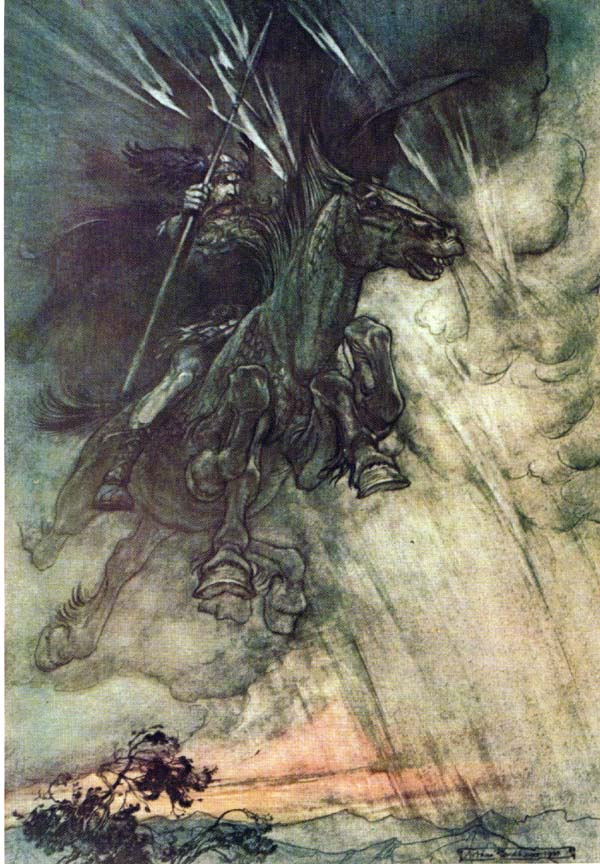
Le cheval à huit jambes, Sleipnir, pourrait également être le Helhest (illustration d'Arthur Rackham).

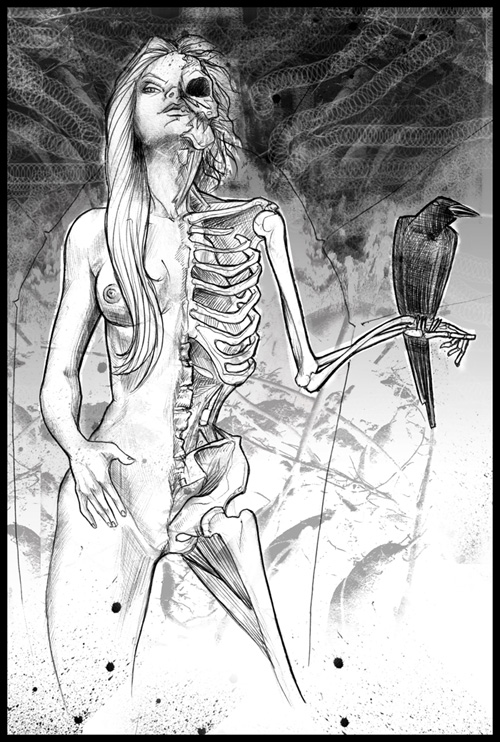
Hel, déesse des enfers dans la mythologie nordique.

La croyance dans le « cheval de la Mort » était répandue dans toute l'Europe du Nord. Jacob Grimm estime que le Helhest était à l'origine la monture de la déesse des enfers Hel, dans la mythologie nordique, bien que l'on ne trouve pas trace d'un quelconque « Helhest » dans les Eddas et autres sagas.
Selon une étude des traditions folkloriques médiévales parue en 1841, le cheval à huit jambes d'Odin, Sleipnir, est la monture de la chasse sauvage et le « père des enchantements, capable de descendre dans les régions infernales », et Odin, le souverain des hommes, selle son cheval et descend dans les enfers souterrains avec lui. « Sleipnir est donc aussi le Helhest, ou cheval de l'Enfer, enfourché par Hel quand elle répand tous les maux imaginables sur la terre. »
Par ailleurs, la figure du cheval à huit jambes est plus ancienne que celle d'Odin. Les surnoms « Hrossharsgrani » et « Jalkr » attribués au Dieu indiquent que celui-ci possède peut-être le hamr du cheval. Odin était censé apparaître aux forgerons durant les douze jours de Noël, ces derniers devaient alors avoir forgé pour lui trois fers à cheval, faute de quoi le malheur risquait de s'abattre sur eux. On rejoint ici le Helhest.
Le Helhest semble être issu du souvenir de la pratique païenne qui consistait à enterrer un cheval vivant lorsqu'un homme prestigieux mourait, afin qu'il puisse le guider en restant à ses côtés.
La croyance en l'animal psychopompe chargé de porter le dieu de la mort n'est pas unique, puisque l'on retrouve quasiment la même en Inde, où un buffle sert de monture à Yama, le dieu de la mort. À l'époque de l'empire romain, un cheval similaire était nommé « Unipe », ou « cheval à un pied ».

## Culture populaire
Helhesten était le nom d'une revue d'art danoise dans les années 1940, devenue une tribune pour l'art expérimental danois. Helhesten était également le titre à peine déguisé[pas clair] de l'essai « cheval à trois pattes » dû à l'auteur et historien d'art Paul Vads.